# Antoine Hérisset
Antoine Hérisset, né en 1685 et mort à Paris le 9 avril 1769, est un graveur à l'eau-forte et un buriniste français.

## Biographie
Antoine Hérisset né en 1685 se marie le 7 octobre 1710 avec Barbe-Louise Prodhomme, décédée avant 1749. Ils auront deux fils Louis-Antoine (1717-1779) également graveur et Nicolas Antoine (1723-?) qualifié de graveur en 1749 lors de son hospitalisation à l'hôpital de la Charité à Paris puis de maître brodeur lors du mariage de son frère le 15 juin 1750 avec Angélique Catherine Cocatrix.
Il participe essentiellement à l'illustration de livres d'architecture et se spécialise dans la reproduction de monuments élevés lors de grandes fêtes publiques;
Il signe généralement « Hérisset » alors que son fils Louis-Antoine utilise la forme « Hérisset fils » pour se différencier de son père.

## Œuvres
Ses principales œuvres sont les suivantes :

### Illustrations d'ouvrages d'architecture
- Jean-Aimar Piganiol de La Force, Nouvelle description de la France, Paris, Théodore Legras, 1718 : 
  - Volume 1 : Lit de justice tenue par le roi en la grande chambre du Parlement de Paris[2], Le Sacre du roi à Reims[3], Trône élevé à la porte Saint-Antoine[4], Tenue des états généraux du royaume sous le roi Louis XIII[5]
  - Volume 2 : Vue du château de Versailles du côté de Paris[6], Château de Saint-Cloud[7]
- Jean-Baptiste de Monicart, Versailles immortalisé par les merveilles parlantes des bâtiments, jardins, bosquets, parcs, statues, groupes, termes, & vases de marbre, Paris, Ganeau, 1720 (lire en ligne)[8] avec Le prospect de Versailles, La grande galerie du château et La grande façade du château de Versailles sur les jardins.
- Jacques Bouillart, Histoire de l'abbaye royale de Saint-Germain-des-Près, Paris, Grégoire Dupuis, 1774 (lire en ligne) avec Vue méridionale de l'abbaye de Saint-Germain-des-Prés[9], Vue occidentale de l'abbaye de Saint-Germain-des-Prés[10]
- Germain Boffrand, Livre d'architecture contenant les principes généraux de cet art, et les plans, elevations et profils de quelques-uns des batimens faits en France & dans les pays étrangers, Paris, Guillaume Cavelier, 1745, 99 p. (lire en ligne) avec : Façade du palais de Nancy[11], Façade du palais de Nancy do côté des remparts[12]
- Jacques-François Blondel, Architecture française, t. 3, Paris, Charles-Antoine Jombert, 1754, 160 p. (lire en ligne) : Coupe et profil de l'hôtel d' Étampes[13], Élévation du côté de la cour de l'hôtel Rotelin appartenant à Mr Audier[14], Élévation du côté du jardin de l'hôtel de Vauvray[15], Façade de l'hôtel de Rohan du côté de la cour[16], Coupe du principal corps de logis de l'hôtel de Rohan[17], Élévation d'une maison de Mr Cotte[18]
- Jean-Aimar Piganiol de La Force, Description de Paris, de Versailles, de Meudon, de Saint-Clou, de Fontainebleau, Paris, Théodore Legras, 1742 : 
  - Volume 1 : Autel de Notre Dame de Paris[19], Monument qui est au pont au change[20].
  - Volume 2 : Le Château des tuileries[21], Le Portail de Saint-Roch[22]
  - Volume 3 : Tombeau de Colbert[23]
  - Volume 4 : Tombeau du duc de Brissac[24]
  - Volume 5 : Tombeau du commandeur de Souvré[25], Restes du palais des thermes[26], Tombeau du cardinal de Richelieu[27]
  - Volume 7 : Le Palais Bourbon[28],
  - Volume 8 : Vue du château de Meudon[29], Vue du château de Versailles du côté de Paris[30], Vue du château de Saint-Cloud[31]

Illustrations d'ouvrages d'architecture
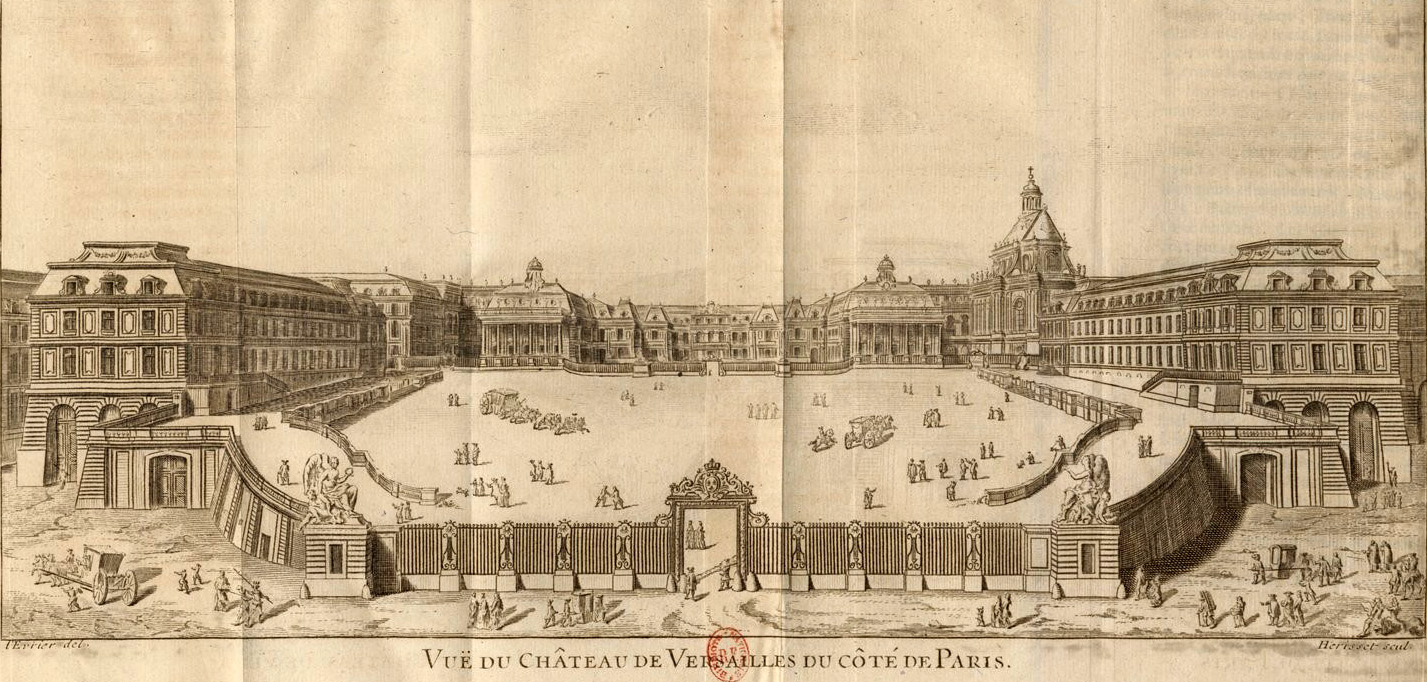
Château de Versailles
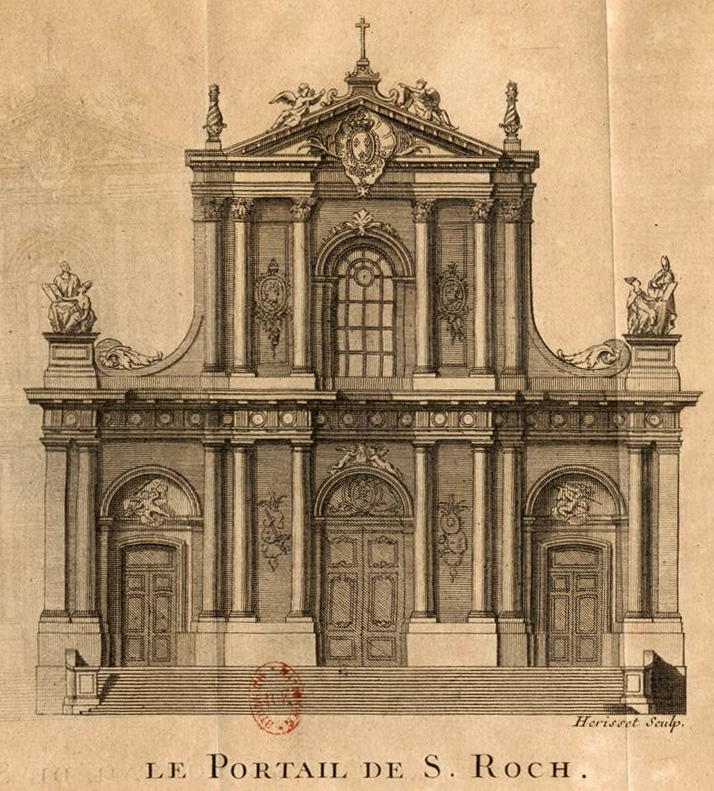
Façade de l'église Saint-Roch de Paris
Palais-Royal, façade et coupe
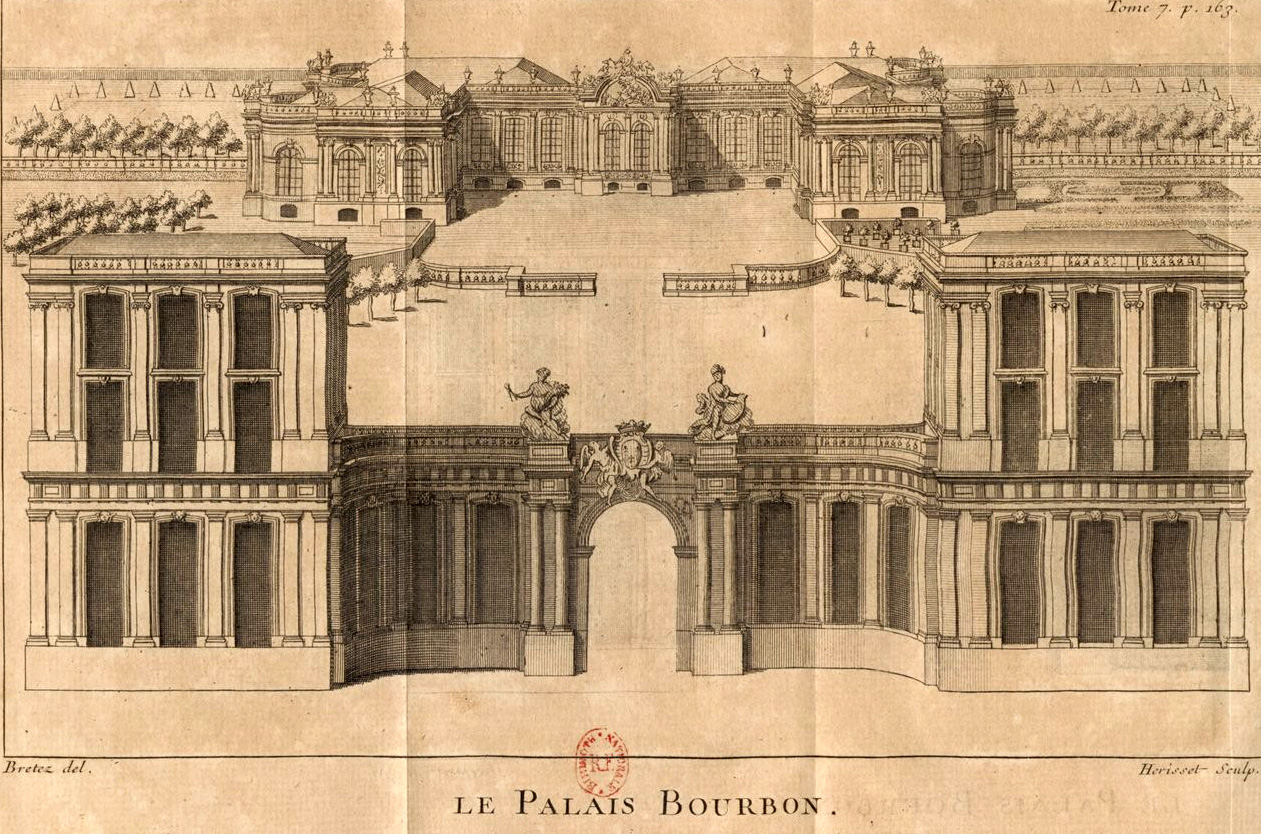
Palais Bourbon

### Autres œuvres
En dehors de l'illustration d'ouvrages d'architecture, Antoine Hérisset réalise des planches d'anatomie pour l'urologue Claude-Nicolas Le Cat, des gravures de mode et des eaux-fortes représentant la vie de saint Vincent de Paul. Pour célébrer la canonisation en 1737 de ce saint, un ensemble de douze toiles représentant différentes étapes de sa vie est commandé à plusieurs peintres dont Jean-François de Troy et Jean II Restout. L'ensemble de ces œuvres est reproduit par des gravures réalisées par Antoine Hérisset parmi lesquelles on peut citer : Prédication de saint Vincent de Paul, Louis XIII nomme St Vincent de Paul aumônier (des galères), Communion de Saint Vincent de Paul, Saint Vincent de Paul visitant Louis XIII sur son lit de mort, Saint Vincent de Paul recevant les derniers sacrements

Œuvres diverses
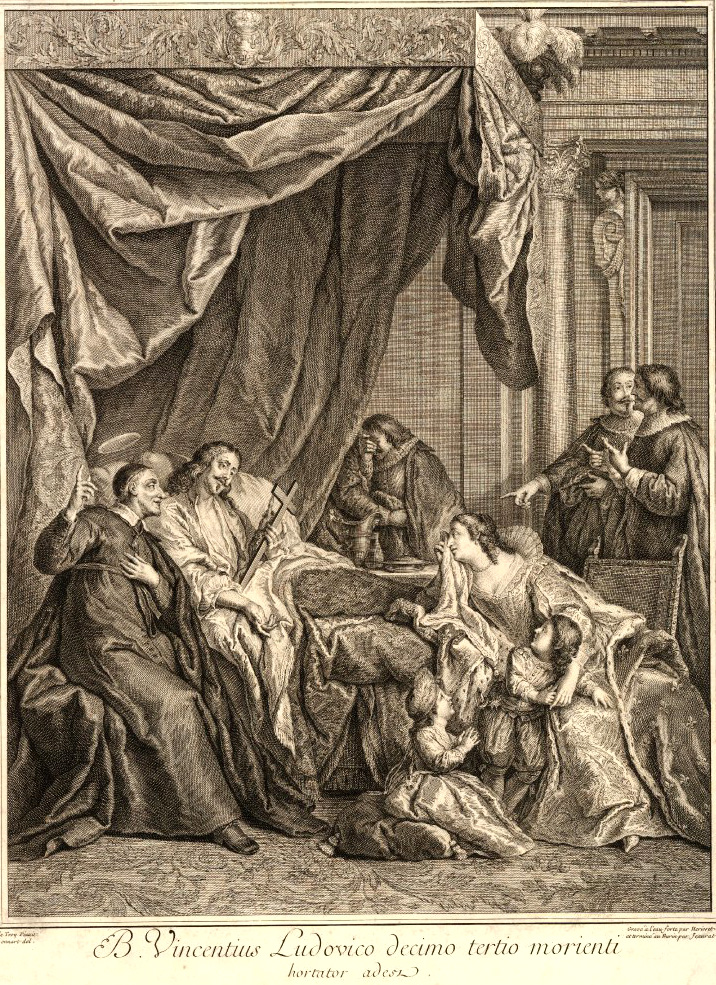
Saint Vincent de Paul visitant Louis XIII mourant
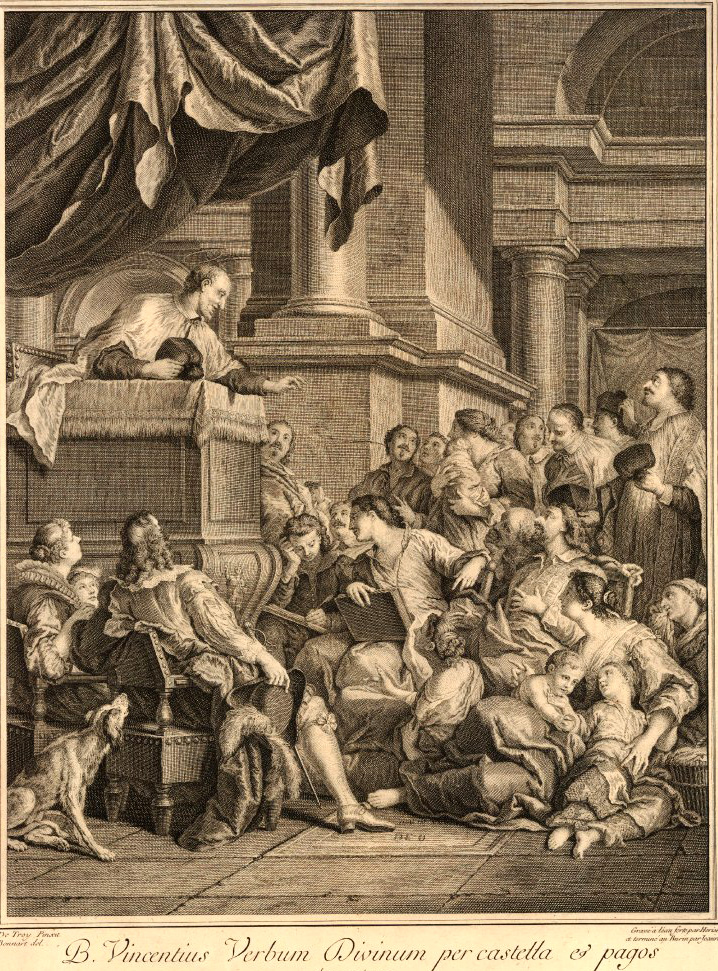
Prédication de Saint Vincent de Paul
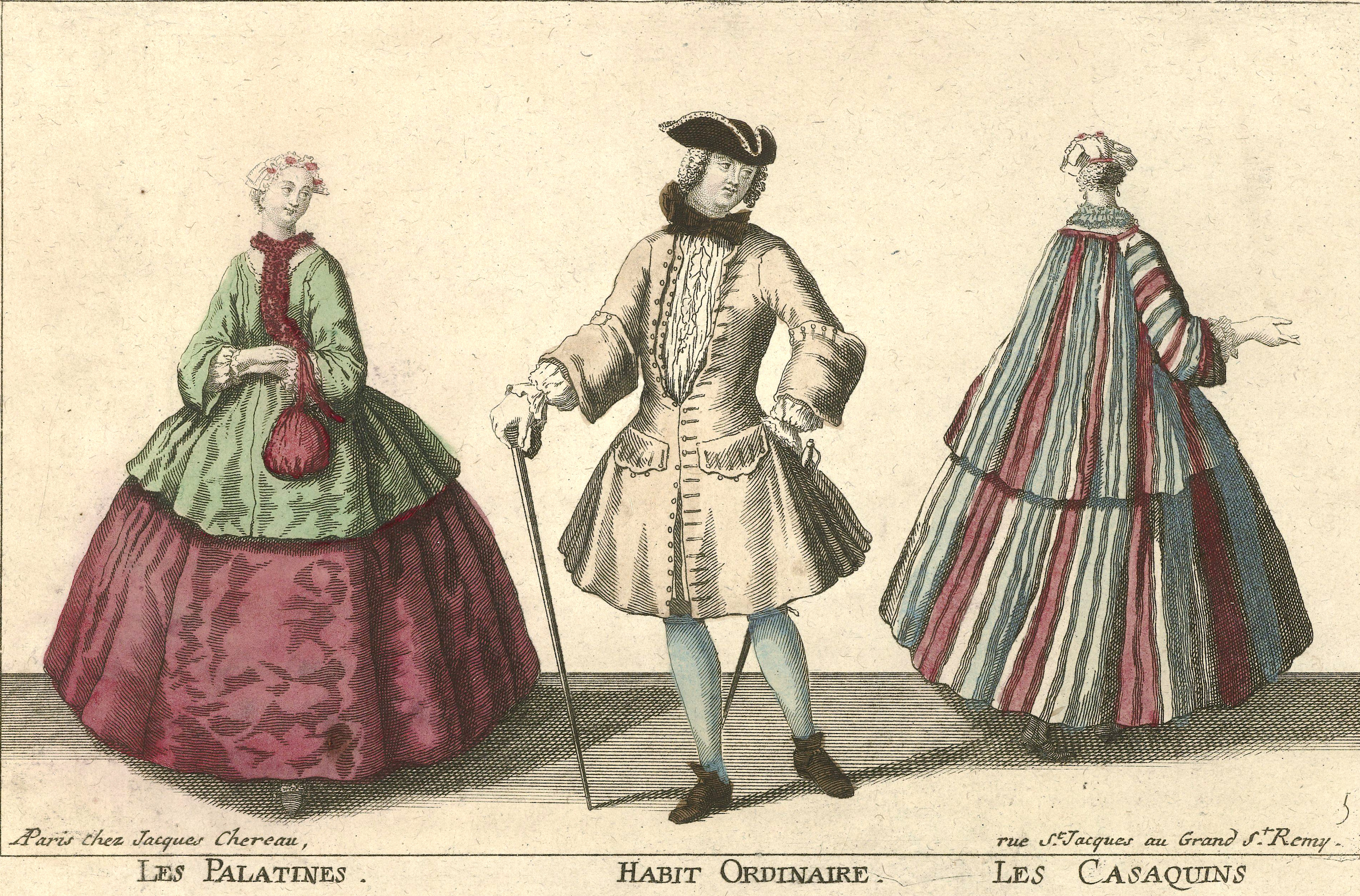
Les Palatins, habit ordinaire, Casaquins